# Faro de sa Mola
Faro de sa Mola es un faro situado en cap Sa Mola en las Islas Baleares

## Historia
Aunque hubo un primer proyecto de Emili Pou para instalar un Faro de 4º orden en este enclave, no llegó a verse materializado hasta mucho después, cuando se instala una luz automatizada mediante válvula solar y destelladores de gas acetileno, inaugurada el 1 de septiembre de 1974. 
Utilizó desde el principio una óptica dióptrica. AL haberse automatizado también los faros de la Isla Dragonera tanto estos como el de la Mola de Andrach pasaron a pertenecer a la agrupación de faros cuyos técnicos residían en el Puerto de Andrach. Pertenece a la primera generación de faros que fueron construidos sin viviendas para los fareros, aunque ya existían bastantes balizas automatizadas desde la segunda década del siglo XX.
- Datos: Q5856547